# Acropteris iphiata
Acropteris iphiata (лат.) — вид бабочек-ураний рода Acropteris из подсемейства Microniinae.
Распространён в Китае, Японии и на Корейском полуострове.
Гусеницы питаются на Metaplexis japonica, Tylophora aristolochioides и Tylophora japonica. Размах крыльев бабочек 25—35 мм.